# 蕲城郡
蕲城郡，中国南北朝时设置的郡。
南朝梁置，治所在蕲城县（今安徽省宿州市南蕲县集）。属西徐州。北魏属谯州，北齐改属仁州。隋朝开皇三年（583年）废为蕲县。 